# USS Beale (DD-40)
USS Beale (DD-40) – amerykański niszczyciel typu Paulding. Okręt służył w United States Navy w czasie I wojny światowej, a później w United States Coast Guard (nosząc oznaczenie CG-9). Był pierwszą jednostką Marynarki noszącą nazwę pochodzącą od Edwarda Fitzgeralda Beale`a.
Okręt został zwodowany 30 kwietnia 1912 w stoczni William Cramp and Sons Ship and Engine Building Company w Filadelfii, matką chrzestną była pani John R. McLean, córka Lieutenanta Beale`a. Jednostka weszła do służby 30 sierpnia 1912, pierwszym dowódcą został Lieutenant (junior grade) C. T. Blackburn.
Niszczyciel dołączył do 5 Grupy Flotylli Torpedowej Floty Atlantyku i pływał wzdłuż atlantyckiego wybrzeża USA i Meksyku oraz na Karaibach. Przeniesiony do rezerwy 13 grudnia 1915. Reaktywowany z ograniczoną załogą 5 stycznia 1916, brał udział w patrolach neutralności wzdłuż wschodniego wybrzeża USA do momentu przeniesienia do pełnej służby 22 marca 1917. Dołączył do Atlantic Destroyer Force. Zawinął do Queenstown w Irlandii 5 lutego 1918.
"Beale" operował z Queenstown pełniąc służbę konwojową i patrolową do zakończenia I wojny światowej. Wrócił do Stanów Zjednoczonych w grudniu 1918 i służył w składzie Floty Atlantyku do momentu wycofania ze służby i przeniesienia do rezerwy w Philadelphia Naval Shipyard 25 października 1919. Reaktywowany w 1924 niszczyciel został przekazany Straży Przybrzeżnej 28 kwietnia 1924 do przestrzegania prohibicji. Wrócił do Marynarki 18 października 1930 i pozostawał w Philadelphia Naval Shipyard do momentu złomowania w 1934.